# Delezione
Una delezione è un tipo di aberrazione cromosomica o mutazione cromosomica, che consiste nell'assenza di un tratto di un cromosoma, con conseguente perdita di materiale genetico e non è reversibile. 
Una delezione può essere causata da molteplici agenti: alcuni tipi di radiazioni (come i raggi X) che possono destabilizzare un cromosoma fino a provocarne la rottura, o sostanze chimiche, retrovirus ed elementi trasponibili. Anche un errore nel crossing over può causare una delezione.
Le delezioni possono essere individuate effettuando un'analisi del cariotipo e confrontando i cromosomi omologhi: le delezioni appaiono come tratti in cui i cromosomi sono appaiati in modo ineguale, con un cromosoma più corto dell'altro.

## Eziologia
Come appena detto, le delezioni possono essere il risultato di svariate cause tra cui la temperatura ed errori nella ricombinazione.
Quando una delezione comprende il centromero del cromosoma, quest'ultimo diventerà acentrico e verrà perso durante la meiosi. Negli individui eterozigoti con delezione, la formazione di un'ansa è caratteristica: si ha un cromosoma normale ed uno con delezione che, durante la profase I , necessariamente formeranno un'ansa tale da permettere l'appaiamento degli omologhi. Le delezioni multigeniche, ossia quelle che coinvolgono molti geni, sono letali in omozigosi a causa dello sbilanciamento genico.
Si parla di pseudo-dominanza quando si ha una manifestazione inattesa del carattere recessivo portato da un cromosoma normale.

### Conseguenze delle delezioni
In un organismo diploide, la delezione di un segmento cromosomico rende parte del genoma ipoploide. Questa ipoploidia può avere un effetto fenotipico: un esempio classico è la sindrome del cri-du-chat (pianto del gatto) negli esseri umani. Questa condizione è causata da un'ampia delezione nel braccio corto del cromosoma 5, dove circa la metà del braccio appare mancante. Individui eterozigoti per questa delezione hanno cariotipo 46 (5p-), dove il termine in parentesi indica che parte del braccio corto (p) di uno dei cromosomi 5 è mancante. Questi individui presentano anomalie di sviluppo della laringe, ritardo mentale, difetti di sviluppo facciale e malformazioni dell'apparato gastrointestinale. Tale malattia è visibile attraverso la tecnica FISH. 
Altra sindrome dovuta ad una delezione, precisamente ad una micro-delezione, è la sindrome di Prader-Willi (15q-), la cui perdita è riportata nel braccio lungo del cromosoma 15 e l'epidemiologia di tale malformazione consiste in un 1 caso ogni 20000. I neonati colpiti presentano astenia e lento accrescimento corporeo, nella fase successiva, i bambini riportano gravi disturbi alimentari con attacchi convulsivi di fame e conseguente obesità.
Altri disturbi associati a questa anomalia sono la sindrome di Wolf-Hirschhorn, che è causata dalla perdita di parte del braccio corto del cromosoma 4, e la sindrome di Jacobsen, originata dalla delezione della parte terminale del cromosoma 11. Ricordiamo infine la sindrome di Williams, che deriva da una microdelezione del cromosoma 7 nella regione q.11.2, in corrispondenza del locus del gene dell'elastina.